# Vigna (botanica)
Vigna Savi, 1824 è un genere di piante della famiglia delle Fabacee (o Leguminose).
Il suo nome deriva dal botanico Domenico Vigna vissuto nel XVII secolo a Pisa dove ricoprì il ruolo di Direttore dell'Orto Botanico dal 1609 al 1632.

## Distribuzione e habitat
Il genere Vigna è ampiamente rappresentato sia nel Vecchio Mondo (Europa, Asia, Africa) che nelle Americhe  nonché in Oceania.

## Tassonomia
Il genere Vigna è incluso, all'interno della famiglia delle Leguminose (o Fabacee), nella tribù Phaseoleae.

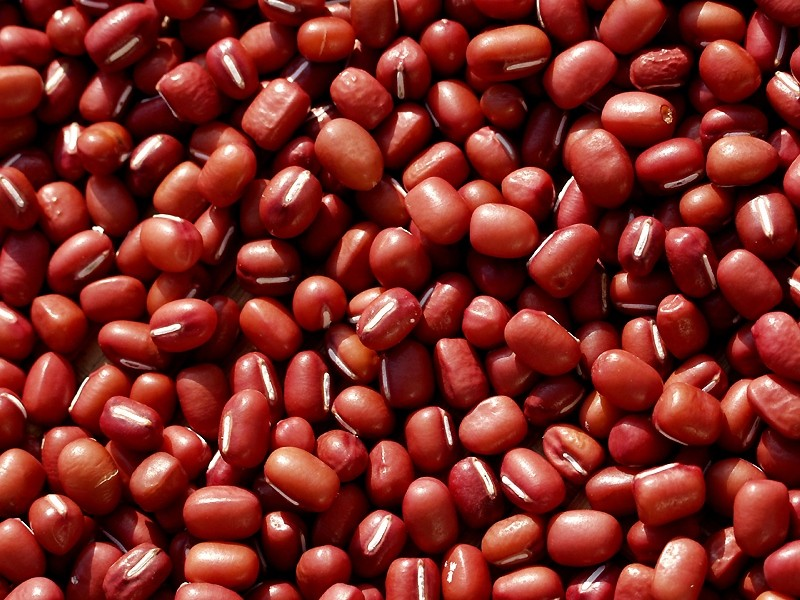
Semi di Vigna angularis

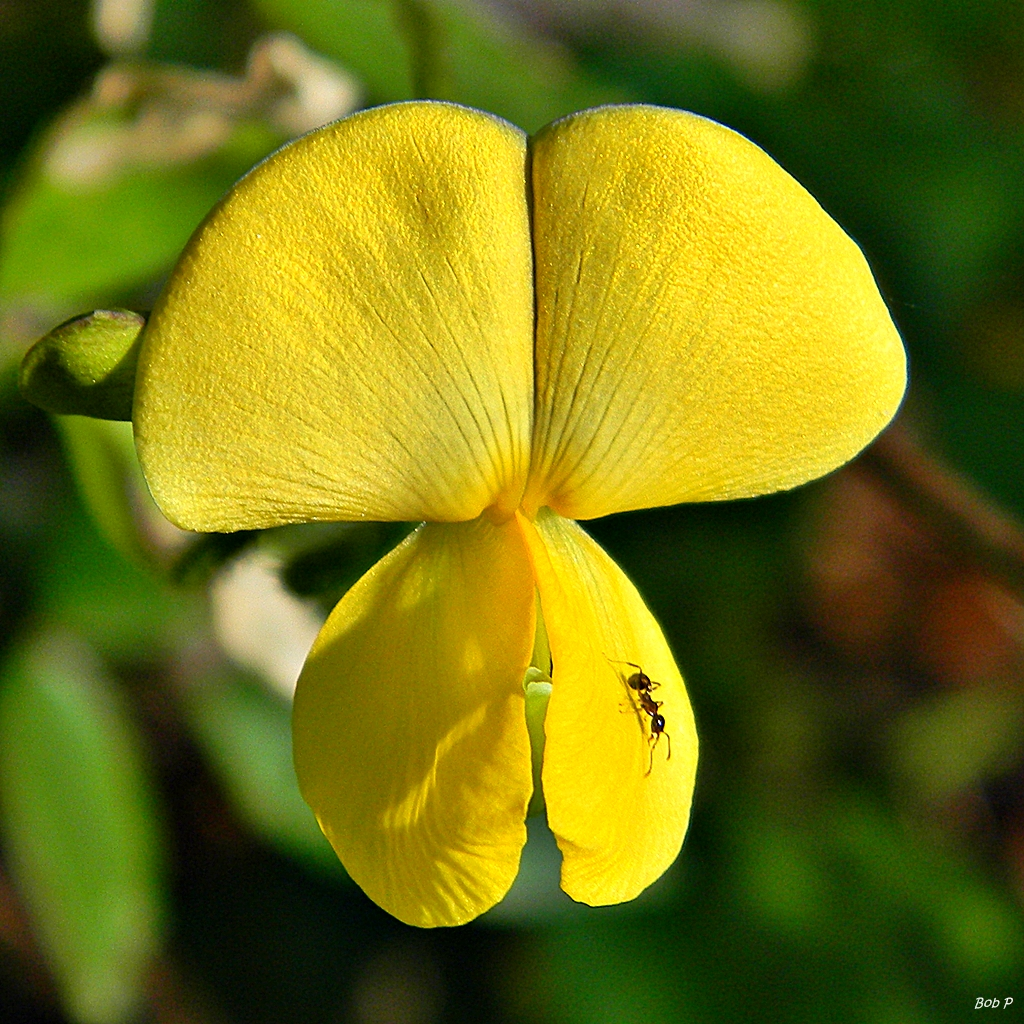
Fiore di Vigna luteola

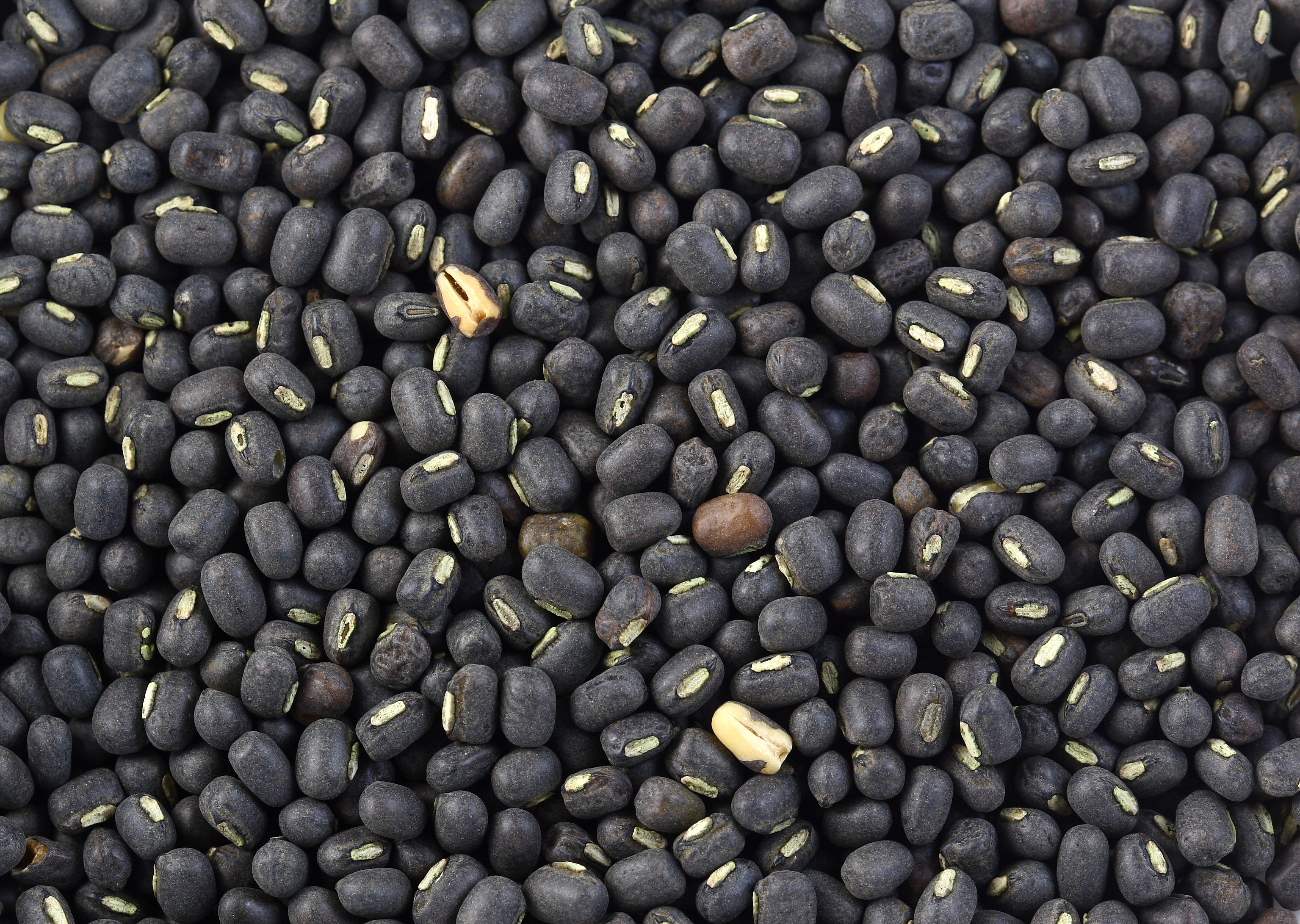
Semi di Vigna mungo

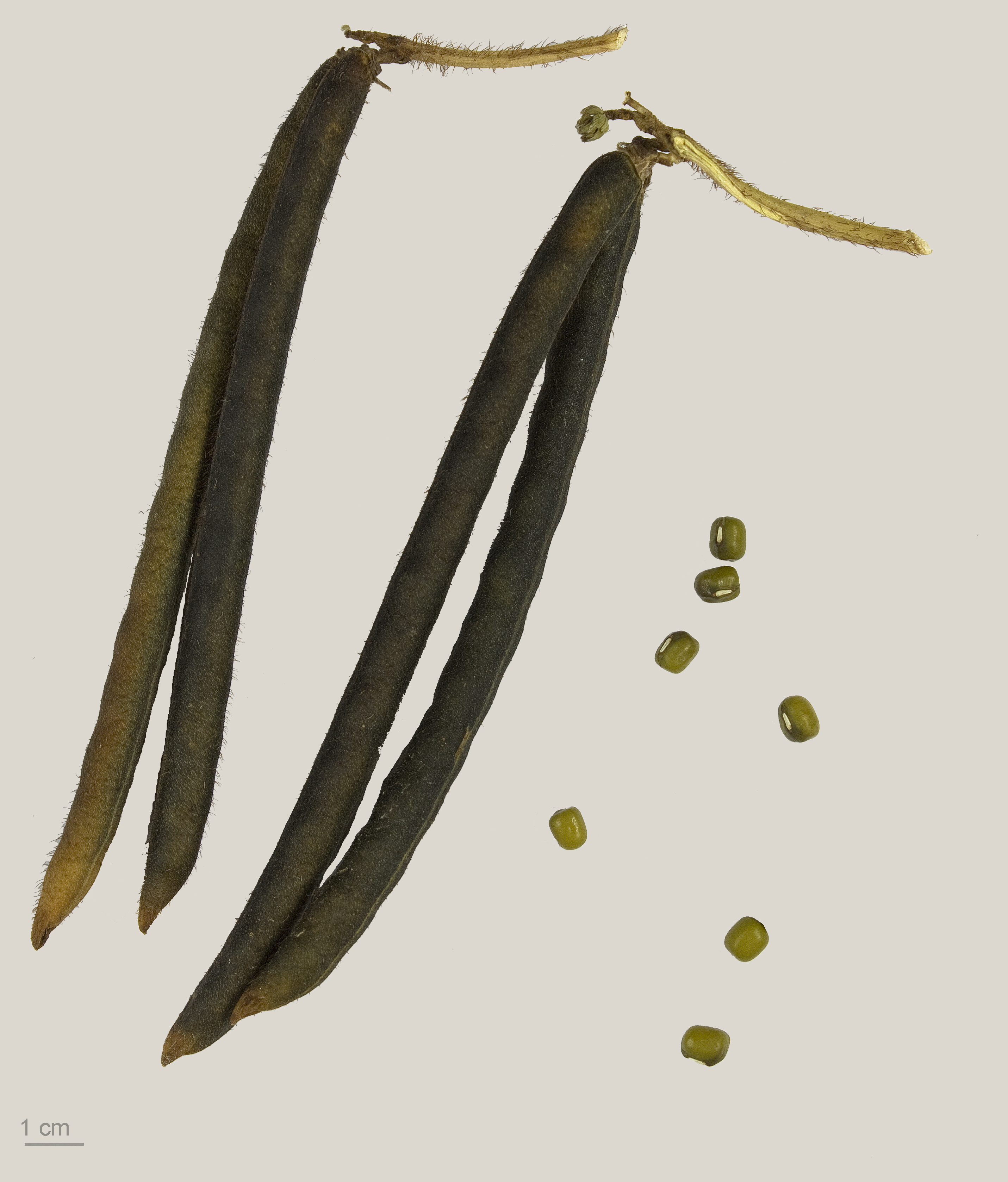
Baccelli di Vigna radiata

Il genere comprende le seguenti specie:
- Vigna aconitifolia (Jacq.) Marechal
- Vigna ambacensis Welw. ex Baker
- Vigna adenantha (G.Mey.) Marechal & al.
- Vigna angivensis Baker
- Vigna angularis (Willd.) Ohwi & H.Ohashi
- Vigna antunesii Harms
- Vigna bequaertii R.Wilczek
- Vigna bosseri Du Puy & Labat
- Vigna bourneae Gamble
- Vigna clarkei Prain
- Vigna comosa Baker
- Vigna dalzelliana (Kuntze) Verdc.
- Vigna debanensis Martelli
- Vigna dolomitica R.Wilczek
- Vigna exilis Tateishi & Maxted
- Vigna filicaulis Hepper
- Vigna fischeri Harms
- Vigna friesiorum Harms
- Vigna frutescens A.Rich.
- Vigna gazensis Baker f.
- Vigna glabrescens Marechal & al.
- Vigna gracilicaulis (Ohwi) Ohwi & H.Ohashi
- Vigna gracilis (Guill. & Perr.) Hook.f.
- Vigna grandiflora (Prain) Tateishi & Maxted
- Vigna hainiana Babu, Gopin. & S.K.Sharma
- Vigna halophila (Piper) Maréchal, Mascherpa & Stainier
- Vigna haumaniana R.Wilczek
- Vigna heterophylla A.Rich.
- Vigna hirtella Ridl.
- Vigna hosei (Craib) Backer
- Vigna indica T.M.Dixit, K.V.Bhat & S.R.Yadav
- Vigna jaegeri Harms
- Vigna juncea Milne-Redh.
- Vigna juruana (Harms) Verdc.
- Vigna keraudrenii Du Puy & Labat
- Vigna khandalensis (Santapau) Sundararagh. & Wadhwa
- Vigna kirkii (Baker) J.B.Gillett
- Vigna kokii B.J.Pienaar
- Vigna konkanensis Latha, K.V.Bhat, I.S.Bisht, Scariah, K.J.John & Krishnaraj
- Vigna lanceolata Benth.
- Vigna lasiocarpa (Benth.) Verdc.
- Vigna laurentii De Wild.
- Vigna lobatifolia Baker
- Vigna lonchophylla Piper
- Vigna longifolia (Benth.) Verdc.
- Vigna longissima Hutch.
- Vigna luteola (Jacq.) Benth.
- Vigna malayana M.R.Hend.
- Vigna marina (Burm.) Merr.
- Vigna membranacea A.Rich.
- Vigna mendesii Torre
- Vigna microsperma R.Vig.
- Vigna mildbraedii Harms
- Vigna minima (Roxb.) Ohwi & H.Ohashi
- Vigna monantha Thulin
- Vigna monophylla Taub.
- Vigna mudenia B.J.Pienaar
- Vigna mukerjeanus (Babu ex Raizada) Raizada
- Vigna multinervis Hutch. & Dalziel
- Vigna mungo (L.) Hepper
- Vigna myrtifolia Piper
- Vigna nepalensis Tateishi & Maxted
- Vigna nervosa Markötter
- Vigna nigritia Hook.f.
- Vigna nuda N.E.Br.
- Vigna nyangensis Mithen
- Vigna oblongifolia A.Rich.
- Vigna owahuensis Vogel
- Vigna pandeyana Gore, S.P.Gaikwad & Randive
- Vigna parkeri Baker
- Vigna phoenix Brummitt
- Vigna platyloba Hiern
- Vigna procera Hiern
- Vigna pseudovenulosa (Maréchal, Mascherpa & Stainier) Pasquet & Maesen
- Vigna pubigera Baker
- Vigna pygmaea R.E.Fr.
- Vigna racemosa (G.Don) Hutch. & Dalziel
- Vigna radiata (L.) R.Wilczek
- Vigna radicans Baker
- Vigna ramanniana Rossberg
- Vigna reflexopilosa Hayata
- Vigna reticulata Hook.f.
- Vigna richardsiae Verdc.
- Vigna sahyadriana Aitawade, K.V.Bhat & S.R.Yadav
- Vigna sathishiana Balan & Predeep
- Vigna schimperi Baker
- Vigna schlechteri Harms
- Vigna somaliensis Baker f.
- Vigna stenophylla Harms
- Vigna stipulacea (Lam.) Kuntze
- Vigna suberecta Benth.
- Vigna subramaniana (Babu ex Raizada) Raizada
- Vigna subterranea (L.) Verdc.
- Vigna tenuicaulis N.Tomooka & Maxted
- Vigna tisserantiana Pellegr.
- Vigna trichocarpa (C.Wright) A.Delgado
- Vigna trilobata (L.) Verdc.
- Vigna triodiophila A.E.Holland & R.Butcher
- Vigna triphylla (Wilczek) Verdc.
- Vigna truxillensis (Kunth) N. Zamora
- Vigna umbellata (Thunb.) Ohwi & H.Ohashi
- Vigna unguiculata (L.) Walp.
- Vigna venulosa Baker
- Vigna verdcourtii Pasquet
- Vigna vexillata (L.) A.Rich.
- Vigna wittei Baker f.
- Vigna yadavii S.P.Gaikwad, Gore, Randive & Garad

## Usi
Il genere Vigna comprende diverse leguminose da granella utilizzate nell'alimentazione umana.
Tra le altre, ricordiamo:
- Vigna angularis (fagiolo adzuki)
- Vigna mungo (fagiolo mungo nero o fagiolo indiano nero)
- Vigna radiata (fagiolo mungo verde o fagiolo indiano verde)
- Vigna subterranea (pisello di terra)
- Vigna umbellata (fagiolo chicco di riso)
- Vigna unguiculata (fagiolo dell'occhio, fagiolo asparago, ecc.)

Nell'antichità, la coltivazione di queste specie era maggiormente diffusa, e in Europa fu in gran parte soppiantata dal fagiolo dopo la scoperta dell'America. In Asia, invece, alcune specie di Vigna continuano ad avere larghissima diffusione.